# Mr. Death
Mr. Death är ett death metal-band från Stockholm som grundades 2007. Debutalbumet Detached From Life gavs ut den 31 oktober 2009 på Agonia Records.
Bandet startades tidigt 2007. I början av 2008 spelade Mr. Death in sin första och enda demo Unearthing i Sunlight Studio med Tomas Skogsberg. Senare samma år skrev Mr. Death på för det polska bolaget Agonia Records.
I mars 2010 kom en 7"-version av Unearthing ut på Agonia Records, och den 24 september 2010 släpptes en EP med titeln Death Suits You.
Bandet har blivit omtalade för sin zombiefierade kostymutstyrsel vilken de alltid bär under sina liveframträdanden.

## Medlemmar
Nuvarande medlemmar
- Jörgen "Juck" Thullberg – basgitarr (2007– ) (tidigare i Treblinka, Tiamat)
- Jonas Ohlsson – trummor (2007–2014, 2015– ) (tidigare i Void, Massive, Septic Grave)
- Joakim "Jocke" Lindström – sång (2007– ) (tidigare i Digression Assassins)
- Stefan Lagergren – gitarr (2008– ) (tidigare i Treblinka, Tiamat, Expulsion)
- Staffan Skoglund – gitarr (2012– )

Tidigare medlemmar
- Alexander Stjärnfeldt – gitarr (2007–2012)
- Fredrik Lindgren – trummor (2014–2015)

## Diskografi
Demo
- Unearthing (2008)

Studioalbum
- Detached From Life (2009)
- Descending Through Ashes (2011)

EP
- Death Suits You (2010)
- Deus Inferno (kassett) (2014)